# Rinat Xarafullin
Rinat Galimzanovitx Xarafullin (en rus Ринат Галимзанович Шарафуллин) (26 d'agost de 1951) fou un ciclista soviètic, d'origen rus. En el seu palmarès destaca una medalla de plata al Campionat del Món en contrarellotge per equips de 1974.

## Palmarès
- 1972
  - Vencedor de 2 etapes a la Volta a Iugoslàvia
- 1973
  -  Campió de la Unió Soviètica en contrarellotge per equips
  - Vencedor d'una etapa a la Cursa de la Pau
- 1974
  - 1r a la Volta a Bulgària
- 1976
  - Vencedor de 2 etapes a la Setmana bergamasca
  - Vencedor d'una etapa a la Volta a Eslovàquia
- 1977
  - Vencedor d'una etapa a la Volta al Táchira